# Centro notifiche (Apple)
Il Centro notifiche è una funzionalità presente nei sistemi operativi iOS, macOS e watchOS sviluppati dalla Apple Inc. Esso permette di raggruppare tutte le notifiche in un'unica schermata, finché non vengono cancellate tutte o singolarmente cliccandoci sopra. L'utente, tramite Impostazioni, può anche decidere quali notifiche mostrare. Il Centro notifiche è stato presentato con iOS 5 nell'ottobre del 2011, mentre su macOS è apparso con OS X Mountain Lion nel luglio 2012. Infine è arrivato anche su watchOS il 24 aprile 2015.

## Funzionalità
Il Centro Notifiche è stato pubblicato con iOS 5, andando a rimpiazzare il sistema precedente che gestiva le notifiche. Invece di interrompere l'utilizzo del telefono con le notifiche, esso mostra una barra, nella parte superiore del display, che scompare dopo un certo periodo di tempo. Si può accedere al Centro notifiche scorrendo dall'alto verso il basso sullo schermo o cliccando sul tasto del Centro notifiche in alto a destra su macOS (oppure attraverso le varie gesture del TrackPad). Su iOS e macOS esso dispone di due finestre, una contenente tutte le notifiche e un'altra contenente i widget impostati dall'utente.